# Chone minuta
Chone minuta är en ringmaskart som beskrevs av Hartman 1944. Chone minuta ingår i släktet Chone och familjen Sabellidae. Inga underarter finns listade i Catalogue of Life.